# Ansaldo S.V.A.
Gli Ansaldo S.V.A. erano una famiglia di biplani da ricognizione e bombardamento italiani, sviluppati nella seconda fase della prima guerra mondiale. Protagonisti di diverse imprese, come il volo su Vienna con Gabriele D'Annunzio nel 1918 o il raid Roma-Tokyo di Arturo Ferrarin e Guido Masiero nel 1920, ottennero un discreto successo nell'esportazione, venendo utilizzati da 11 paesi, tra i quali Francia e Stati Uniti, e furono costruiti in circa 2 000 esemplari.

## Il progetto
Il progetto di questo biplano iniziò nel 1916 ad opera di Rodolfo Verduzio e Umberto Savoja, due dei pionieri dell'aeronautica italiana. Il nome del velivolo, S.V.A, era appunto un acronimo delle iniziali dei cognomi dei due progettisti e della ditta costruttrice: Savoia, Verduzio, Ansaldo. Partecipò al progetto anche il giovane Celestino Rosatelli, il futuro padre dei biplani Fiat C.R.32 e C.R.42. La sua iniziale non compariva nel nome del velivolo, ma esso presentava quella che diventerà la sua firma inconfondibile: i montanti a W (controventatura a trave di Warren) tra l'ala superiore e l'ala inferiore.
I progettisti, utilizzando un motore in linea SPA da 220 CV, miravano a realizzare un aereo da caccia dalle prestazioni superiori a quelle dei velivoli contemporanei. Per poter arrivare ad un simile risultato utilizzarono un approccio piuttosto moderno, impostando il progetto secondo un attento calcolo strutturale fin dall'inizio, e ciò in un'epoca in cui la progettazione aeronautica si basava ancora su un approccio empirico.
Una volta che il Ministro della Guerra ebbe approvato il progetto e vennero scelti i cantieri Ansaldo di Genova per realizzare i primi prototipi, emerse come l'epoca non fosse ancora del tutto matura per definire il comportamento di un simile velivolo "a tavolino". Con i suoi 220 km/h l'aereo era infatti nettamente più veloce rispetto ai principali caccia italiani, Hanriot HD.1 e SPAD S.VII, distaccandoli anche di 40 km/h. Era anche più veloce dei caccia austriaci, quali Albatros D.III, Aviatik D.I e Hansa-Brandenburg D.I, ma si rivelò drasticamente poco maneggevole.
Per questo motivo l'aereo venne adattato al ruolo di ricognitore e bombardiere leggero.

### Tecnica

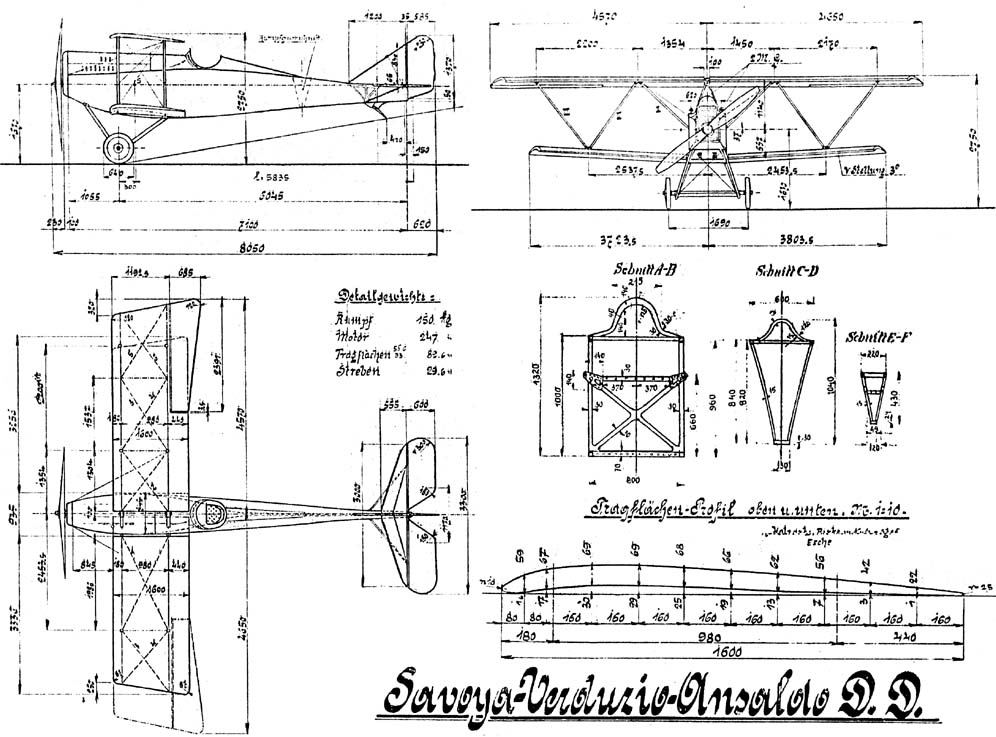
Disegno di Ansaldo S.V.A.

Il primo prototipo volò il 19 marzo 1917, pilotato da Mario Stoppani.
Come i modelli che derivarono successivamente, era un biplano con l'ala superiore di apertura maggiore rispetto a quella inferiore (la differenza tra le due aperture non era comunque tale da poterlo definire come un sesquiplano).
Aveva struttura lignea; la sottile fusoliera, che terminava a sezione triangolare, era rivestita in compensato; le ali e le superfici di controllo erano rivestite in tela. L'ala superiore era munita di alettoni, la cui struttura era in legno e metallo, così come quella dei due equilibratori e del timone.
Il motore, uno SPA 6/A a 6 cilindri in linea, disponeva di radiatore frontale ed azionava un'elica bipala in legno. Queste le caratteristiche costruttive del primo prototipo, che sarebbero state mantenute nei modelli successivi e nei loro derivati.

### Dalla caccia alla ricognizione
Al prototipo, prima denominato S.V., poi S.V.A.1, seguirono altri tre esemplari di preserie, tutti caratterizzati dall'assenza del parabrezza e da contreventatura ala superiore-fusoliera, differente da quella poi adottata nei modelli di serie.
I prototipi vennero valutati a Torino Mirafiori nella primavera del 1917, ma rivelarono una manovrabilità inferiore ai principali caccia utilizzati da Italia ed Austria-Ungheria. Poiché velocità massima e velocità di salita erano superiori alla media dell'epoca e visto che la produzione di serie era già in fase di avvio, l'aereo venne destinato ai reparti di osservazione.

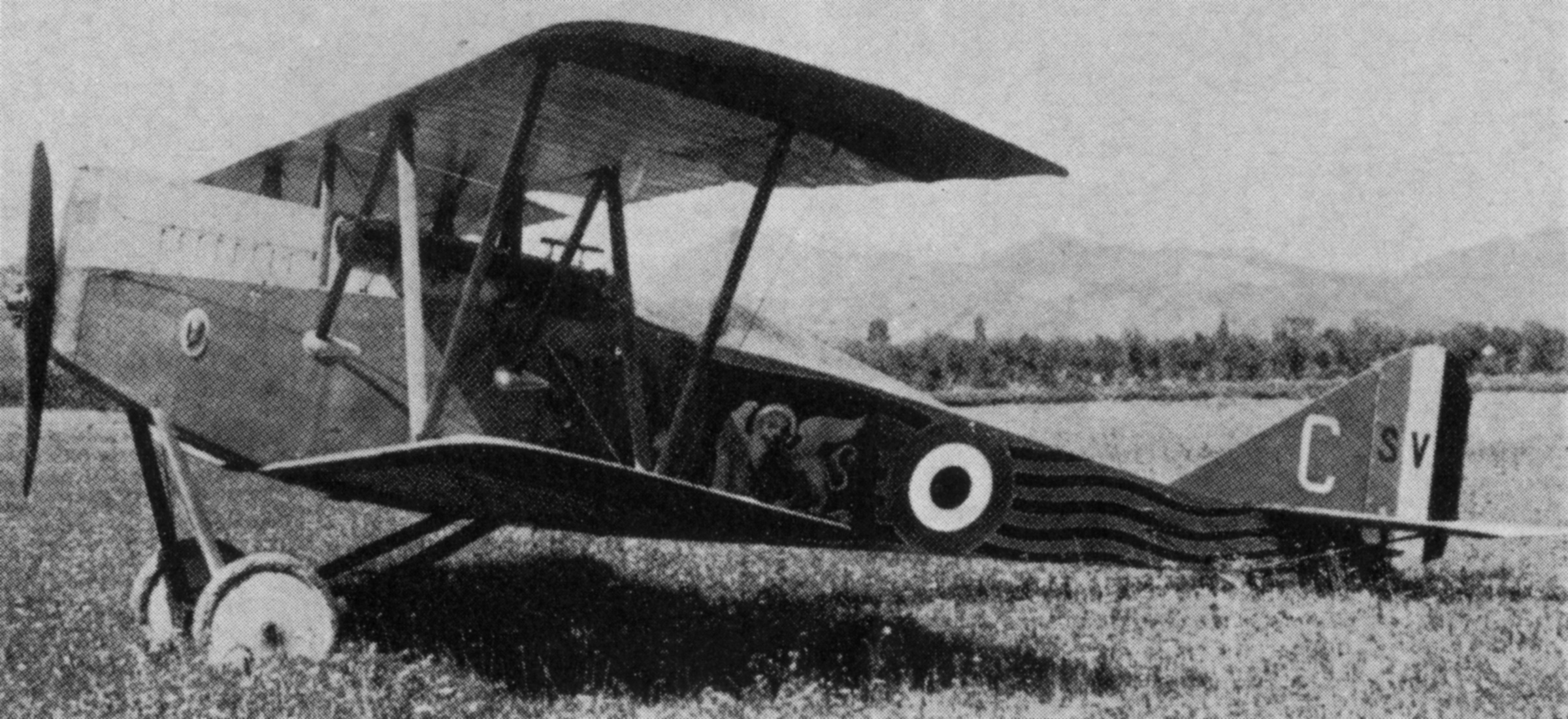
Esemplare di S.V.A.5

Il primo reparto ad esserne equipaggiato fu la 1ª Sezione SVA di Castenedolo, ma l'accoglienza dei piloti dell'Osservazione Aerea verso il nuovo biplano non fu migliore di quella dei piloti da caccia. Infatti le prestazioni dello S.V.A. erano drasticamente superiori a quelle dei velivoli da osservazione impiegati fino ad allora e, in particolare, la velocità minima più elevata mise in difficoltà i piloti per i primi tempi.
Comunque alla fine gli S.V.A. si guadagnarono la fiducia dei loro piloti ed ebbero successo anche come caccia. Nel febbraio 1918, durante un combattimento simulato, lo S.V.A. del tenente Gino Allegri "sconfisse" lo SPAD S.XIII dell'asso dell'aviazione italiana Ferruccio Ranza.

## Gli S.V.A.: da S.V.A.1 a S.V.A.10
La famiglia degli Ansaldo S.V.A. rappresentò sostanzialmente l'evoluzione di uno stesso velivolo, anche se i diversi velivoli vennero utilizzati per ruoli diversi con diversi equipaggiamenti. Ad essere impiegato come propulsore era lo SPA a 6 cilindri in linea, sostituito dall'Isotta Fraschini V.6 in alcuni degli ultimi sviluppi; comunque vennero sperimentati anche altri propulsori, come il Lorraine-Dietrich.
Complessivamente, fino alla seconda metà degli anni Venti furono realizzati circa 2 000 esemplari dei diversi modelli di S.V.A., dei quali circa 1 200 realizzati durante il conflitto. Fra i produttori che contribuirono a tali numeri, un ruolo di rilievo fu assunto dalle Officine Moncenisio di Condove.

### S.V.A.1
I primi 4 prototipi vennero denominati inizialmente S.V., poi S.V.A.1; essi si distinguevano dagli esemplari successivi per l'assenza di parabrezza e per una differente contreventatura ala superiore-fusoliera e sistemazione degli scarichi.

### S.V.A.2
Lo S.V.A.2 fu il primo esemplare di serie. Fin dall'inizio vennero modificati le controventature e gli scarichi. Successivamente vennero introdotti nuovi accorgimenti.
- Serie intermedia: adozione del parabrezza a cinque pannelli trasparenti; mitragliatrice installata sull'ala superiore; aperture a semicerchio nell'ala superiore e tra la radice ed il bordo di uscita delle ali inferiori per migliorare la visibilità del pilota verso l'alto e verso il basso.
- Ultima serie: adozione di una mitragliatrice sparante attraverso il disco dell'elica; adozione di carenature per l'attacco dei montanti ala-fusoliera.

### S.V.A.3
Lo S.V.A.3 era un derivato dello S.V.A.2 destinato alla caccia. Armato con due mitragliatrici Fiat Mod. 14 tipo Aviazione sull'ala, presentava un'apertura alare ridotta di circa 1,35 m.

### S.V.A.4
Lo S.V.A.4 rappresentò il modello di transizione tra lo S.V.A.2 e lo S.V.A.5. Destinato alla ricognizione, presentava una deriva maggiorata per migliorare la stabilità dell'aereo.

### S.V.A.5
Lo S.V.A.5 fu la principale versione di serie prodotta durante il conflitto. Versione migliorata dello S.V.A.4 e capace di una maggiore autonomia, venne impiegata principalmente come ricognitore/bombardiere, ma anche come caccia di scorta per i trimotori Caproni (Ca.33, Ca.40, Ca.41, Ca.44 e Ca.45). L'armamento era di due mitragliatrici fisse anteriori e di due bombe da 25 kg ciascuna, montate sui fianchi della fusoliera. Il carico offensivo, modesto, era compensato dalla buona autonomia del velivolo, che consentiva profonde penetrazioni in territorio nemico.

### S.V.A.6
Lo S.V.A.6 era uno sviluppo da bombardamento che presentava un più capace serbatoio a gravità nell'ala superiore.

### S.V.A.8
Poco si sa dello S.V.A.8, che venne realizzato in unico esemplare.

### S.V.A.9
Lo S.V.A.9 era uno S.V.A. biposto, destinato all'addestramento. L'installazione di un secondo abitacolo comportò la modifica delle controventature tra ala e fusoliera. Il primo prototipo era destinato a Gabriele D'Annunzio per il Volo su Vienna, ma rimase distrutto in un incidente. Sette esemplari di S.V.A.9 furono utilizzati per il Raid Roma-Tokyo del 1920, ma solo l'apparecchio di Arturo Ferrarin, già utilizzato per una trasvolata alpina, e quello di Guido Masiero giunsero a destinazione in Giappone; gli altri, insieme ai quattro Caproni impiegati dal resto degli equipaggi imbarcatisi nell'impresa, furono costretti a rinunciare per vari problemi ed uno di essi fu coinvolto in un incidente mortale, che provocò la dipartita del Tenente Grassa e del Capitano Gordesco.

### S.V.A.10
Lo S.V.A.10 fu l'ultimo sviluppo della famiglia. Destinato alla ricognizione, era un biposto. Il pilota, nell'abitacolo anteriore, disponeva di una mitragliatrice anteriore fissa sul lato sinistro. L'osservatore, nell'abitacolo posteriore, aveva una mitragliatrice Lewis brandeggiabile. Il velivolo era equipaggiato con macchine fotografiche, nelle prime versioni installate sotto le ali e poi sostituite da macchine montate in fusoliera, verso coda. Su alcuni S.V.A.10 vennero installati anche impianti radio. Gli S.V.A.10 erano equipaggiati sia con il classico motore SPA a 6 cilindri in linea, che con il più potente Isotta Fraschini V.6.
Uno S.V.A.10 venne modificato per realizzare il biposto destinato a Gabriele D'Annunzio per il Volo su Vienna. Sugli S.V.A.10 di serie il pilota sedeva nel posto anteriore. Per permettere a D'Annunzio di sedere davanti, si invertì la disposizione dei posti. L'inversione rese necessario lo spostamento dei comandi motore tramite leveraggi esterni, coperti dalla caratteristica carenatura metallica sul lato sinistro della fusoliera. Il serbatoio principale, sagomato in modo da contornare il seggiolino anteriore, venne definito "sedia incendiaria" dall'illustre passeggero.
Oltre la variante Tipo Vienna fu progettato anche il Tipo Berlino con un ulteriore serbatoio da 50 litri sotto il sedile del pilota.
Terminata la guerra, il velivolo venne riconosciuto come di valore storico e se ne organizzò la conservazione. Nel 1921 fu custodito presso la Cooperativa Nazionale Aeronautica, passando poi al Vittoriale degli Italiani, da cui uscì solo per eventi eccezionali ed era esposto appeso nella cupola dell'auditorium del Vittoriale. 

Nel 1988, in occasione del 50º anniversario della scomparsa di d'Annunzio e dei 70 anni del volo su Vienna, i volontari del Gruppo amici velivoli storici di Torino e Alessandria condussero una prima serie di attività di restauro, calando a terra l'aereo per la prima volta dal 1963, smontando e ripulendo tutti i particolari del velivolo. Furono inoltre effettuati numerosi rilievi e misurazioni. Con l'occasione venne restaurato il motore SPA 6A, conservato a parte, e l'elica dell'aereo. Solo in quella occasione venne identificata l'esatta versione dell'aeroplano conservato al Vittoriale, confermando trattarsi di un Ansaldo SVA 10 con numero di immatricolazione 12736. L'operazione si svolse con il supporto dell'Aeritalia (oggi Alenia Aermacchi) che fornì i materiali occorrenti per i lavori. Le officine che produssero lo SVA sono infatti parte del nucleo industriale torinese dell'attuale azienda. Si trattò di un esempio di collaborazione tra un gruppo spontaneo come il GAVS ed una istituzione museale pubblica, nonché di dimostrare la possibilità di coinvolgere sponsor qualificati in un progetto volto alla conservazione del patrimonio storico-aeronautico.
L'anno successivo, il 1989, proseguirono le attività di restauro da parte dei volontari del GAVS che nell'occasione installarono uno pneumatico originale rigenerato e montarono i tiranti di controventatura alare sino ad allora assenti: per la loro realizzazione vennero utilizzati come modello di riferimento i tiranti originali dello SVA 9 da poco acquisito negli Stati Uniti dalla Aeritalia. Con l'installazione dei tiranti il velivolo riacquistò la corretta geometria dei piani alari. Venne inoltre smontato dal velivolo il serbatoio supplementare del liquido refrigerante: questo particolare conosciuto con il termine “nourrice” era installato sull'estradosso dell'ala superiore e funzionava per gravità; costruito in rame risultava notevolmente danneggiato ed incompleto e venne portato a Torino per essere sottoposto ad un impegnativo restauro.
Una nuova campagna di restauro fu svolta dai volontari della stessa associazione nel 2012. Era infatti terminato il restauro del serbatoio supplementare di liquido refrigerante “nourrice” e con lo scopo di completare il velivolo con il particolare, i volontari proposero al Museo del Vittoriale di eseguire le complesse operazioni necessarie per abbassare al suolo l'aereo e con l'occasione effettuare un ulteriore ciclo di interventi conservativi sul velivolo; la direzione del Museo aderì entusiasticamente alla proposta sostenendo i costi vivi dell'operazione. L'aereo venne quindi sottoposto ad un controllo generale dello stato di conservazione, una pulizia completa; e furono praticate piccole riparazioni, applicando prodotti specifici per la conservazione. È stata inoltre realizzata ed installata una replica della porzione mancante della carenatura dei comandi motore presente sul lato sinistro della fusoliera che caratterizza il velivolo differenziandolo da tutti gli altri Ansaldo S.V.A.10 costruiti.

### I S.V.A.
L'I S.V.A.  era una versione idrovolante, derivata dagli S.V.A.4 e S.V.A.5. La variante idrovolante venne sviluppata con la collaborazione di Alessandro Guidoni ed il primo prototipo venne collaudato da Mario Stoppani alla fine del 1917. I primi esemplari realizzati avevano una coppia di semplici galleggianti tubolari, poi sostituiti da più moderni galleggianti chigliati. Sui galleggianti tubolari vennero provate anche alette idroplane, simili a quelle degli aliscafi, un'intuizione dello stesso Guidoni.
Della versione idrovolante, ne venne prodotta anche una versione biposto per la Regia Marina. Denominato S.V.A. Am (Ansaldo Marino), esso aveva galleggianti di tipo chigliato.
 Tre I S.V.A. arrivarono entro febbraio 1918 alla 260ª Squadriglia (che al 1º giugno ebbe in carico quattro I S.V.A. i quali non vennero usati per scarsa affidabilità e furono rinviati in ditta a luglio) ed un I S.V.A. nell'estate successiva alla 272ª Squadriglia.

### A.P.
L'A.P.  (Ansaldo Postale) venne derivato come aereo postale nei primi anni Venti. Esso presentava un'apertura alare maggiorata ed utilizzava un motore Isotta Fraschini V.6, già montato in alcune versioni dello S.V.A.10. Per il raffreddamento dell'unità motrice, esso abbandonava il tradizionale radiatore frontale per un radiatore tubolare Lamblin, montato tra le gambe del carrello.

## Impiego
I primi 2 S.V.A. di serie andarono ad equipaggiare la 1ª Sezione SVA di Castenedolo alla fine di ottobre 1917, venendo impiegato inizialmente con compiti di ricognizione. Aumentata la confidenza dei piloti nel velivolo iniziò ad esse impiegata anche nel ruolo di caccia. Con l'arrivo dello S.V.A.5 iniziò l'impiego anche come bombardiere.
Alla fine del 1917 nasce anche la 2ª Sezione SVA con 6 esemplari.
Dal gennaio 1918 nasce la 3ª Sezione SVA.
Il 28 febbraio 1918, un gruppo di quattro S.V.A, con ai comandi Palli, Orsini, Arrigoni e Palma di Cesnola, attaccò lo snodo ferroviario di Innsbruck. 3 aerei bombardarono (6 bombe da 25 kg) e mitragliarono l'obbiettivo, mentre il quarto velivolo, quello ai comandi di Palma di Cesnola, effettuava una ricognizione fotografica.
Dal 23 aprile 1918 nasce la 4ª Sezione SVA.
Dal 14 maggio 1918 nasce la 5ª Sezione SVA su 5 SVA monoposto nella quale Michele Allasia ottiene due vittorie diventando un Asso dell'aviazione.
La 6ª Sezione SVA nasce nel maggio 1918 su SVA monoposti 3 bis, 4 e 5.
La 8ª Sezione SVA è attiva dal marzo 1919.
La 107ª Squadriglia transita nella tarda primavera 1918 su 6 SVA 2 che producono degli incidenti di volo.
La 304ª Sezione ne riceve 2 nel maggio 1918.
La 303ª Squadriglia diventa operativa sugli SVA nel giugno 1918 ed 18 gennaio 1919 aveva 10 SVA.
La 27ª Squadriglia ne riceve un esemplare il 5 luglio 1918.
Il reparto più noto ad impiegare gli S.V.A. durante la prima guerra mondiale, fu l'87ª Squadriglia aeroplani "La Serenissima" (nata il 2 febbraio 1918), che già prima del Volo su Vienna del 9 agosto 1918 si era distinta per diverse missioni. Tra queste, il 5 maggio aveva bombardato la centrale di Stenico ed il 21 maggio aveva effettuato la ricognizione fotografica del lago di Costanza, compiuta dai due S.V.A. del Sottotenente Francesco Ferrarin e del Tenente Locatelli, oltre alle missioni di scorta ai trimotori Caproni.
La 1ª Squadriglia navale S.A. li riceve dal 25 agosto 1918 ed in ottobre ne ha 18.
La 110ª Squadriglia inizia a ricevere 2 S.V.A.5 dall'estate 1918.
La 301ª Squadriglia inizia a riceverli dall'estate 1918.
La 102ª Squadriglia riceve 3 S.V.A.3 dall'agosto 1918 ed il 15 settembre ne ha 9.
La 105ª Squadriglia dispone di alcuni S.V.A.5 al 15 settembre 1918 ed alla fine della guerra di 2 S.V.A.3.
La 242ª Squadriglia riceve 5 S.V.A. nel settembre 1918.
La 302ª Squadriglia inizia a riceverne 4 nel settembre 1918 ed in dicembre ha 8 S.V.A.3.
La 22ª Squadriglia ne riceve alcuni esemplari.
La 89ª Squadriglia viene attivata dal 14 ottobre 1918 su 18 S.V.A.6. All'inizio del 1919 va a Homs (Libia).
La 90ª Squadriglia viene attivata dal 14 ottobre 1918 su S.V.A.5. All'inizio del 1919 va a Mellaha (oggi Aeroporto militare di Mitiga) per la riconquista della colonia. Viene sciolta nella seconda metà dell'anno.
La 56ª Squadriglia nasce il 20 ottobre 1918 con 6 S.V.A.4 monoposti e 5 S.V.A.10, oltre ad alcuni S.V.A.3 bis, S.V.A.6 e S.V.A.9 per una Sezione Scuola, usando gli S.V.A. fino al 1924.
La 57ª Squadriglia nasce il 20 ottobre 1918 ed il 4 novembre disponeva di 8 S.V.A.
La Sezione Difesa Bologna passa sugli S.V.A. dall'ottobre 1918.
La Sezione Difesa Rimini-Riccione riceve 5 S.V.A. nell'ottobre 1918.
La Sezione Difesa Jesi transita sugli S.V.A. dall'ottobre 1918.
La 58ª Squadriglia nasce il 5 novembre 1918 su 12 S.V.A. monoposto ed il 12 novembre arrivano 4 S.V.A. biposto.
La 59ª Squadriglia nasce l'8 novembre 1918 su S.V.A.4 e 5 monoposto e S.V.A.10 biposto.
La 60ª Squadriglia biposti nasce l'8 novembre 1918.
La 103ª Squadriglia riceve 14 S.V.A.3 dall'autunno 1918.
La 118ª Squadriglia dopo la guerra riceve gli S.V.A. e nel 1919 riceve la 6ª Sezione SVA.
La 161ª Squadriglia nasce il 15 novembre 1918 con alcuni S.V.A.4.
La Sezione Difesa Ravenna inizia a riceverli dopo la guerra ma viene sciolta il 19 novembre 1918.
Una nuova 62ª Squadriglia nasce il 5 dicembre 1918 dalla 2ª Sezione SVA ma dopo breve tempo viene sciolta.
La 65ª Squadriglia nel febbraio 1919 ne ha 12.
La 31ª Squadriglia nel marzo 1919 riceve la 1ª Sezione SVA.
Nel maggio 1919 la 32ª Squadriglia riceve la 4ª Sezione SVA.
La Regia Aeronautica ricevette gli ultimi esemplari nel 1928, oltre 10 anni dopo l'inizio della produzione. Tra gli ultimi impieghi operativi quello in Libia in una Sezione della 23ª Squadriglia di Apollonia (Libia) ed in una sezione della 26ª Squadriglia di Barce e rimasero in servizio fino al 1930, anche se compiti di seconda linea, come servizio postale e rilevazione cartografica.
Negli anni Venti ed i primi anni Trenta trovò largo impiego anche come aereo scuola nelle diverse scuole di pilotaggio italiane.

### Raid e trasvolate
Gli Ansaldo S.V.A. negli anni successivi alla grande guerra trovarono largo impiego in raid e trasvolate, che aumentarono la fama quasi epica del biplano già consacrata dal Volo su Vienna. Se l'azione dimostrativa verso la capitale austriaca ideata da D'Annunzio nasceva da motivazioni patriottiche e di propaganda, le successive imprese derivavano da più prosaiche esigenze pubblicitarie. Infatti le diverse ditte che erano impegnate nella produzione degli S.V.A. erano arrivate, a fine 1918 ad una produzione di 250 velivoli al mese. Terminate le ostilità, solo l'esportazione avrebbe consentito di mantenere in attività le varie fabbriche. Le principali imprese degli S.V.A., in ordine cronologico, sono:
- Fine 1917: volo in formazione di 15 velivoli Ponte San Pietro-Roma;
- Fine 1917: volo in formazione di 7 velivoli Roma-Istanbul;
- 9 agosto 1918: Volo su Vienna;
- metà 1919: volo Italia-Barcellona- Madrid; piloti Mario Stoppani e Giuseppe Grassa;
- metà 1919: serie di trasvolate in Sud America, piloti Antonio Locatelli e Silvio Scaroni; La più significativa quella del 5 agosto 1919, Santiago del Cile-Palomar, durante la quale, per superare la cordigliera delle Ande, fu raggiunta la quota di 6 800 m dal pilota Attilio Canzini;
- 14 febbraio-31 maggio 1920: Raid Roma-Tokyo. La trasvolata a tappe era stata pensata come una antesignana delle Crociere di Massa di Italo Balbo con 4 trimotori Caproni e 7 S.V.A.9. Nonostante solo gli equipaggi di Ferrarin e Masiero arrivassero a destinazione, il volo fu comunque un successo: ad accoglierli all'atterraggio a Tōkyō, i piloti italiani trovarono una folla di 200 000 giapponesi.

Oltre che nelle lunghe trasvolate, gli S.V.A. raccolsero successi anche nelle corse aeree più "tradizionali". Nel 1921 il capitano Raffaele Martinetti-Bianchi vinse la Coppa Michelin con un volo di 35 ore e 45 minuti ad una velocità commerciale di 84,4 km/h; un A.P., con Arturo Ferrarin ai comandi, vinse, nel 1922 la Gran Coppa d'Italia.

## Utilizzatori
Oltre all'Italia, la cui Regia Aeronautica ricevette gli ultimi esemplari di S.V.A. nel 1928, gli Ansaldo S.V.A. ebbero altri 12 operatori: Argentina, Brasile, Francia, Lettonia, Lituania, Paesi Bassi, Perù, Polonia, URSS, Uruguay, Spagna e Stati Uniti d'America.

## Sviluppi
Dalla famiglia degli S.V.A. furono derivati due velivoli, l'A.1 Balilla destinato alla caccia, e l'A.300 da ricognizione e bombardamento. Uno era una versione rimpicciolita e l'altro ingrandita, ed entrambi si differenziavano dal comune progenitore per adottare dei più convenzionali montanti interalari verticali paralleli, al posto di quelli a W.
- A.1 Balilla: volò per la prima volta nel novembre 1917. Nonostante la fusoliera delle ali accorciate rispetto allo S.V.A. i vantaggi in termini di maneggevolezza non furono particolarmente significativi, tanto che come caccia gli venne preferito lo SPAD S.VII. Venne impiegato anche come aereo da competizione.
- A.300: volò per la prima volta all'inizio del 1919. La fusoliera era stata allungata di circa 0,50 m, mentre l'apertura alare superava quella degli S.V.A. di 2 metri.

## Velivoli attualmente esistenti
- Lo S.V.A.10 12736 che ospitò Gabriele D'Annunzio per il volo su Vienna è conservato al Vittoriale.[40]
- Lo S.V.A.5 11777 di Gino Allegri, che partecipò al Volo su Vienna, è conservato al Museo Gianni Caproni di Trento.[40]
- Lo S.V.A.5 11721 del maggiore Giordano Bruno Granzarolo, che partecipò al Volo su Vienna, è conservato al Museo storico dell'Aeronautica Militare.[40]
- Lo S.V.A.5 24525 è parte della collezione del Museo dell'aria e dello spazio situato in località San Pelagio, nel comune padovano di Due Carrare.[41]
- Lo S.V.A.9 (n.c. 89) di proprietà Alenia Aermacchi, perfettamente restaurato, è conservato a Torino presso l'azienda e viene esposto in occasione di mostre e avvenimenti culturali particolari in collaborazione con la sezione di Torino del Gruppo Amici Velivoli Storici (GAVS), che ne cura il montaggio e la manutenzione.[40][42]
- Una replica di S.V.A.5 con motore, elica e radiatori originali, di proprietà della Fondazione Ansaldo, è esposta in una teca di cristallo all'esterno dell'aeroporto "Cristoforo Colombo" di Genova. Fu realizzata alla fine degli anni Ottanta dalla ditta di Felice Gonalba.[40]
- Una replica di S.V.A.5 si trova a Lima, in Perù, presso il museo della forza aerea peruviana.[40]
- Una replica in scala 9/10 è conservata al museo Volandia, vicino a Malpensa, e riproduce l'aereo di Giordano Bruno Granzarolo.[43]
- Una replica di S.V.A.9 (che incorpora anche pezzi originali, come ad esempio l'elica, regalata dal Museo Caproni) è conservata presso l'Airpark della JASDF di Hamamatsu. Fu realizzata dalla ditta di Felice Gonalba in occasione del 50º anniversario del raid Roma-Tokyo (1970).[40]